# CLISMS
CLISMS（クリスマス）は、東京都を中心に活動するバンド。

## 概要
ツインドラム編成のインスト・ガレージロックバンド。
2003年1月："chordiary night '02"の新人公募企画「来たれ！ニューカマー」”でグランプリを獲得。

## メンバー
- 吉田隆人（ベース）
- 前越啓輔（ドラムス）
- 久徳亮（ドラムス）
- 牛尾健太（ギター）

## 元メンバー
- 北山徹也
- 樋口靖志
- 越川律幸
- 樋口一裕

## 作品

### アルバム
- GOLDEN TIME
- LIBIDO （ライブ盤）
- CLISMS

### DVD
- 十代暴動ナイトDVD